# Stožok
Stožok est un village de Slovaquie situé dans la région de Banská Bystrica.

## Histoire
Première mention écrite du village en 1773.

## Démographie

### Évolution de la population
| Année:               | 1994. | 2004.   | 2014.    | 2024.   |
| -------------------- | ----- | ------- | -------- | ------- |
| Nombre de personnes: | 720   | 704     | 1000     | 1195    |
| Différence:          |       | -2,22 % | +42,04 % | +19,5 % |

| Année:               | 2023. | 2024.   |
| -------------------- | ----- | ------- |
| Nombre de personnes: | 1162  | 1195    |
| Différence:          |       | +2,83 % |

## Transport
Stožok possède une gare sur la ligne de chemin de fer 160.